# Wolfgang Fischer
Wolfgang Fischer, nemški general, * 11. december 1888, † 1. februar 1943.